# Большая Тархановка
Большая Тархановка (чув. Таркӑнпуҫ)— посёлок в Шенталинском районе Самарской области в составе сельского поселения Артюшкино.

## География
Находится у реки Большая Тарханка на расстоянии примерно 2 километра по прямой на северо-запад от районного центра станции Шентала.

## История
Основан чувашами в 1760-х — 1770-х годах.

## Население
Постоянное население составляло 68 человек (чуваши 63 %, русские 35 %) в 2002 году, 80 чел. в 2010 году.